# Pedro de Verona
Pedro de Verona (Verona, 29 de junio de 1205-Barlassina, 6 de abril de 1252), conocido también como san Pedro Mártir, fue un religioso dominico y sacerdote, miembro del Tribunal del Santo Oficio y mártir italiano. Se lo considera el protomártir de la Orden dominica.

## Biografía
Pedro nació en Verona, de una familia de cátaros, quizá relacionados con el gibelinismo veronés. Estudió en una escuela católica en Lombardía, por entonces uno de los centros de la herejía, lo que marcó su educación. Tras estudiar en la universidad de Bolonia, ingresó en la Orden de predicadores (dominicos) de la mano de su fundador, santo Domingo de Guzmán, en 1221.
Inició una actividad apostólica intensa: predicó en el norte de Italia (Milán y Venecia) entre 1232 y 1234. Fue prior en Asti y Piacenza. En Milán fundó el monasterio dominico de San Pedro del Camposanto.
Luchando contra las creencias cátaras, se consagró a la formación cristiana de laicos, a la difusión del culto a la Virgen y a la creación de instituciones para la defensa de la ortodoxia católica.
En Florencia trabó nuevas amistades con los después también canonizados Alejo Falconieri y los otros seis fundadores de la Orden de Siervos de María, los llamados servitas, siendo su consejero.
En 1251 gracias a sus numerosas virtudes, como ser un gran orador y predicador, junto a su gran conocimiento de la Biblia y a su severidad en su forma de vida, el papa Inocencio IV lo nombró Inquisidor de Lombardía y prior en Como. Desde que sus superiores lo nombraron en su cargo, evangelizó por toda Italia, predicando en Roma, Florencia, Bolonia, Génova y Como. La gente acudía a verlo y lo seguía, siendo las conversiones numerosas. Habitualmente arremetía contra los católicos que profesaban la fe de palabra pero actuaban en contra con sus actos.
Murió asesinado el 6 de abril de 1252, el sábado de Pascua, al atravesar el bosque de Barlassina, en las proximidades de Séveso, cuando volvía de Como a Milán. Tenía 47 años. Su asesino, un tal Pietro da Balsamo, llamado también Carino, le asestó un golpe de podadera en la cabeza y una puñalada en el pecho. El crimen habría sido urdido por el obispo hereje Daniele da Giussano y algunos señores milaneses, entre ellos Stefano Confalonieri. El asesino entró posteriormente en la orden de los dominicos por los remordimientos que le produjo este acto.

## Veneración

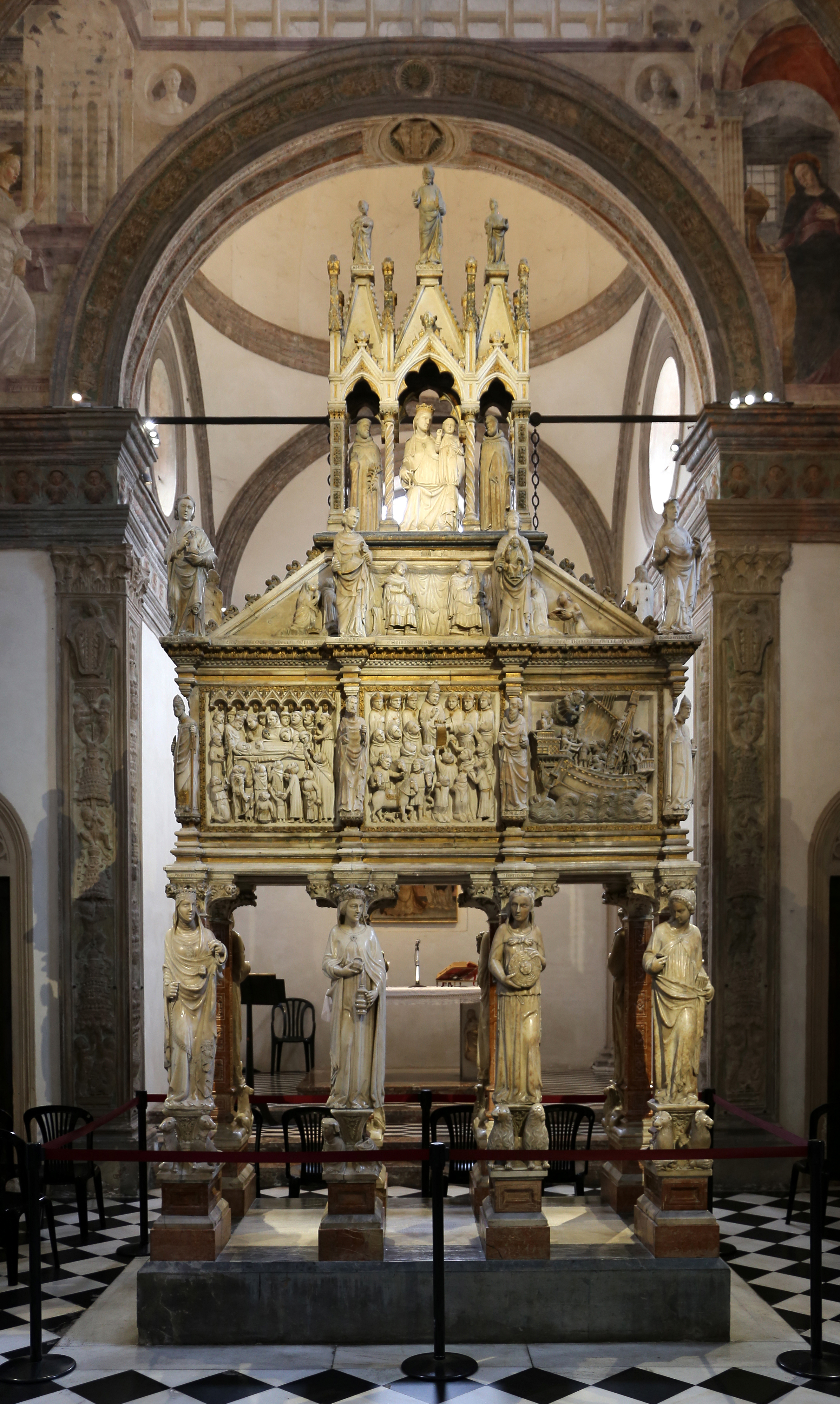
Arca de San Pedro mártir (1335-1339), obra de Giovanni di Balduccio

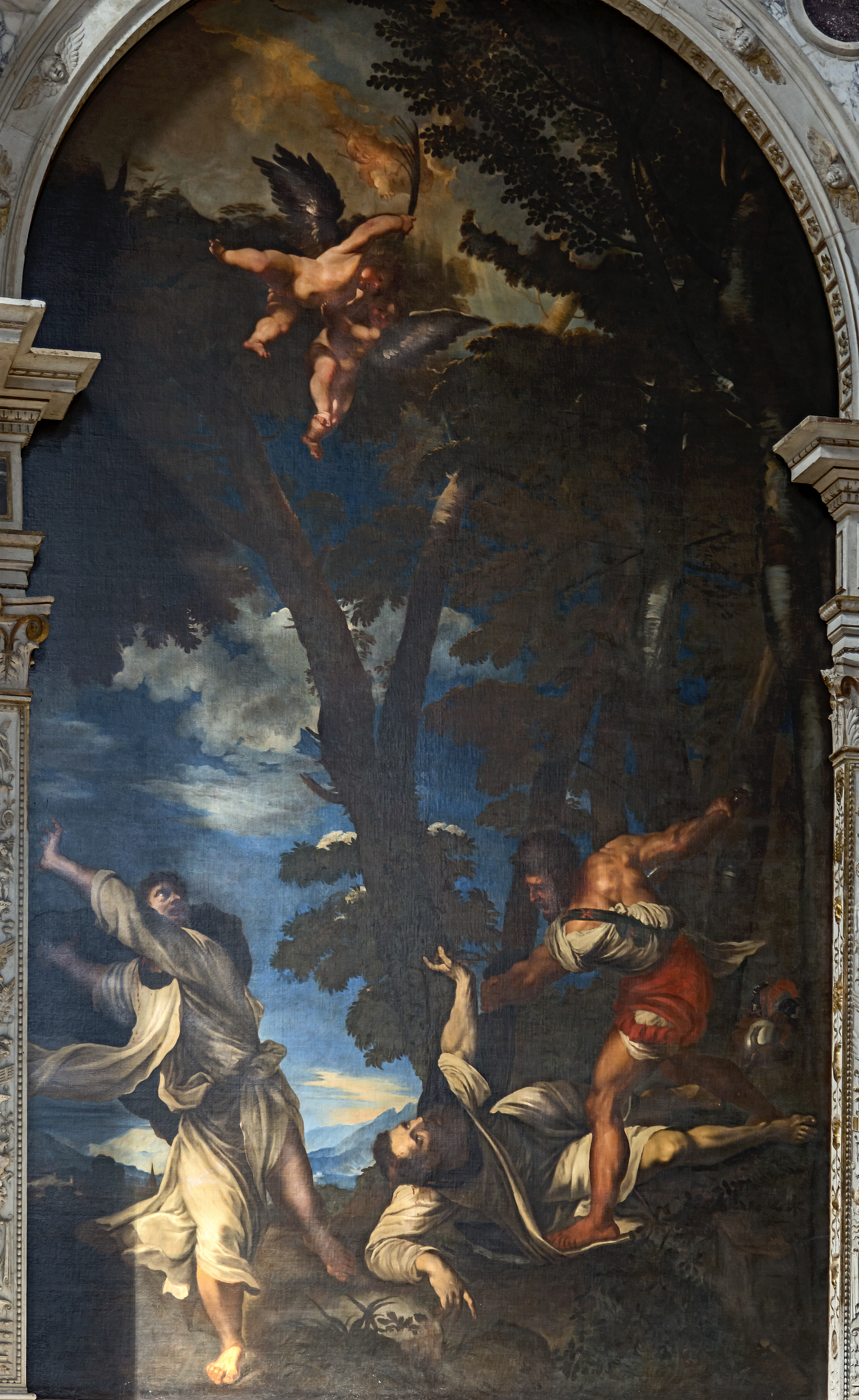
La muerte de san Pedro mártir, copia de Johann Carl Loth de la obra original de Tiziano (ca. 1527-1529), perdida en un incendio en 1867. Basílica de San Juan y San Pablo, Venecia.

Su cuerpo fue llevado hasta Milán y descansa en la basílica de San Eustorgio, en un ornado sepulcro, Arca de San Pedro mártir (1335-1339), obra de Giovanni di Balduccio. Su festividad se celebra el 29 de abril.
Le fueron atribuidos muchos milagros en vida y aún más después de su martirio.
Fue canonizado por el papa Inocencio IV el 9 de marzo de 1253, solo 337 días después de su muerte, siendo de esta manera el santo más rápidamente canonizado de la Iglesia Católica. El Papa, en la bula de canonización, le reconoce devoción, humildad, obediencia, benevolencia, piedad, paciencia y caridad; y lo presenta como un ferviente amante de la fe, su eminente conocedor y todavía más, su ardiente defensor.
Hacia 1526-30 el pintor veneciano Tiziano representó su muerte en un gran cuadro de altar, obra maestra que alcanzó gran fama y que asentó la reputación de su autor. Fue difundida en grabado por Martino Rota. Aquella pintura resultó destruida en un incendio en 1867, si bien subsisten algunas copias pintadas entre las que se cuenta la de Johann Carl Loth.

## Patronazgo y festividades
Venerado especialmente en Italia, en su santuario de San Eustorgio (Milán) y el santuario de Séveso. También es venerado en España:
- en Andalucía destaca el fervor a este santo en Genalguacil, Málaga, también en Doña Mencía, Córdoba;[3]
- en Aragón su festividad se celebra en Sierra de Luna, Gelsa y Luceni y se le dedica una fiesta popular en primavera, es patrón de la villa de Mosqueruela (Teruel), de Pinseque, en Pleitas del Jalón y de Burbáguena (Teruel).]; En Graus (Huesca) se venera en su ermita, y se celebra una popular romería el primero de mayo.
- es el patrono de Gran Canaria;
- en Castilla-La Mancha, las localidades de Hoya-Gonzalo, Casas de Santa Cruz; Ossa de Montiel, Albacete, también se le rinde veneración desde su ermita hasta el pueblo;
- en Castilla y León, Villanueva de Gumiel.[4]
- en Alconera, provincia de Badajoz (Extremadura), se celebran las fiestas patronales con el tradicional «Paso de san Pedro»;
- San Pedro de Verona o Mártir, es patrón de la villa de Ribadavia, (Orense), donde se celebra el 29 de abril. Acuden muchos devotos, se celebran las misas y la procesión, se bendice el pan de San Pedro y las hierbas de San Pedro; también hay la tradición de pasar por debajo del Santo para sacar el demonio del cuerpo. Actualmente se ha implantado la «Feira do Viño do Ribeiro» por las fiestas de San Pedro que ya va por su 55 edición;
- en Anguciana y Rincón de Olivedo, La Rioja;
- en la localidad madrileña de Anchuelo;
- en Palencia (Castilla y León) también tiene su ermita y cofradía. La festividad se celebra el primer Domingo de junio de cada año.
- también es venerado en la ciudad de Valencia (Parroquia San Pedro Mártir y San Nicolás Obispo).

En el municipio de Poptún, departamento de Petén, en Guatemala, donde se celebra la feria en honor de san Pedro Mártir de Verona, durante una semana y finalizando el 29 de abril. Se celebran alboradas, misas y novenas en la iglesia católica bautizada con el mismo nombre.
Se le rinde veneración también en la ciudad de Guazapa, en El Salvador y en el municipio de El Piñón, departamento de Magdalena, al igual que es titular de la Catedral de Ipiales en el Departamento de Nariño, Colombia.
Así mismo, se le rinde veneración también en la Ciudad de México, en la delegación Tlalpan, uno de los pueblos es San Pedro de Verona Mártir.
Otra de las localidades en las que se venera a San pedro Mártir es en la parroquia de Escaldes-Engordany, Andorra donde la iglesia principal de dicho pueblo esta consagrada al santo.
- En Ossa de Montiel Albacete, España, también se venera en forma de romería el domingo de Pascua.

| Predecesor: Nuevo Cargo | Inquisidor de Lombardía Enero de 1232-6 de abril de 1252 | Sucesor: Pagano de Lecco |